# Jenah
Jenāh (farsi جناح) è una città dello shahrestān di Bastak, circoscrizione di Jenah, nella provincia di Hormozgan. Si trova a sud della città di Bastak. Aveva, nel 2006, una popolazione di 5.636 abitanti.